# Rage 2
Rage 2 (стилизованно под RAGE 2, с англ. — «Ярость 2») — компьютерная игра в жанре шутера от первого лица, продолжение игры 2011 года, Rage. Как и первая часть франшизы, Rage 2 будет издаваться компанией Bethesda Softworks, однако разработкой займётся не только компания-разработчик оригинальной игры, студия id Software, но и шведская компания Avalanche Studios. Игра была официально анонсирована 14 мая 2018 года с публикации тизер-трейлера. 15 мая 2018 года был опубликован первый трейлер игрового процесса. Выход игры на платформах Windows, PlayStation 4 и Xbox One состоялся 14 мая 2019 года. Игра использует движок Apex разработки Avalanche; для id Software Rage 2 стала первой игрой, созданной на движке, не разработанном в недрах студии.

## Сюжет
Игроки берут на себя роль Уокера, последнего рейнджера Винланда в 2165 году через 30 лет после событий первой части. Протагонисту противостоит организация Правительство во главе с генералом Кроссом. Игроку предлагается широкий выбор оружия, который не ограничивается модифицированными пушками и устройствами. Уокер обладает нанотритовыми способностями, позволяющими атаковать врагов убийственным выбросом энергии. На протяжении всей игры у игрока будет три основных задачи - раздобыть танк Ксеркс 3, чтобы въехать в секретную базу Правительства, создать нанотритовую сыворотку, которая разрушит ДНК генерала Кросса и не позволит ему больше возрождаться в клонах и найти карту местоположения этой самой базы Правительства. В финале Уокер пробирается на танке на базу Правительства, но генерал Кросс трусливо сбегает от Уокера и активирует Колоссального Титана - огромного мутанта-киборга, которого Уокер благополучно побеждает, а после и самого Кросса путём ввода нанотритовой сыворотки прямо Кроссу в глаз. Однако сыворотка срабатывает как на Кросса, так и Уокер, которая/ый теряет сознание, а приходит в себя уже в лаборатории Антона Квасира, который всё-таки смог оживить Уокера после применения сыворотки. После концовки начинается Freeplay.

## Отзывы и критика
| Сводный рейтинг       | Сводный рейтинг                        |
| Агрегатор             | Оценка                                 |
| --------------------- | -------------------------------------- |
| GameRankings          | - (PC) 72,27 % - (PS4) 66,33 %         |
| Metacritic            | (PC) 73/100 (PS4) 67/100 (XONE) 72/100 |
| OpenCritic            | 71/100                                 |
| Иноязычные издания    |                                        |
| Издание               | Оценка                                 |
| Destructoid           | 8/10                                   |
| Game Informer         | 7/10                                   |
| GameSpot              | 6/10                                   |
| GamesRadar+           | [ 17 ]                                 |
| IGN                   | 8/10                                   |
| Русскоязычные издания |                                        |
| Издание               | Оценка                                 |
| «Игромания»           | [ 19 ]                                 |
| «Игры Mail.ru»        | 8/10                                   |

Игра получила в основном положительные отзывы от прессы: на Metacritic средний балл версии для персональных компьютеров составляет 73 балла из 100 возможных, версия для PlayStation 4 — 68 балла, версия для Xbox One — 72 балла.